# Integrated Food Security Phase Classification

L'Integrated Food Security Phase Classification (IPC), classification intégrée des phases de la sécurité alimentaire ou cadre intégré de classification de la sécurité alimentaire, est un outil destiné à améliorer l'analyse de la sécurité alimentaire et la prise de décision. Il s'agit d'une échelle standardisée qui intègre les informations relatives à la sécurité alimentaire, à la nutrition et aux moyens d'existence dans une déclaration sur la nature et la gravité d'une crise et les implications pour la réponse stratégique.

## Histoire
L'IPC a été initialement développé en 2004 pour être utilisé en Somalie par l'Unité d'analyse de la sécurité alimentaire (FSAU) de l'Organisation des Nations unies pour l'alimentation et l'agriculture (FAO) . Plusieurs gouvernements nationaux et agences internationales, dont CARE International, le Centre commun de recherche (CCR) de la Commission européenne, l'Organisation des Nations unies pour l'alimentation et l'agriculture (FAO), USAID/FEWS NET, Oxfam GB, Save the Children UK/US, et le Programme alimentaire mondial (PAM) des Nations unies, ont travaillé ensemble pour l'adapter à d'autres contextes de sécurité alimentaire,,.

## Échelle IPC
Le tableau suivant présente une synthèse de l'échelle IPC,, :
| Numéro de la phase IPC'. | Phase                                                   | Description |
| ------------------------ | ------------------------------------------------------- | --- |
| 1                        | Sécurité alimentaire générale                           | Plus de 80% des ménages peuvent satisfaire leurs besoins alimentaires de base sans stratégies d'adaptation atypiques. |
| 2                        | Insécurité alimentaire marginale                        | Pour au moins 20 pour cent des ménages, la consommation alimentaire est réduite mais minimalement adéquate sans avoir à s'engager dans des stratégies d'adaptation irréversibles. Ces ménages ne peuvent pas répondre entièrement aux besoins de protection des moyens de subsistance.                                                                                         |
| 3                        | Crise aiguë de l'alimentation et des moyens d'existence | Au moins 20 pour cent des ménages présentent des déficits importants de consommation alimentaire OU ne sont que marginalement en mesure de satisfaire les besoins alimentaires minimums en recourant à des stratégies d'adaptation irréversibles telles que la liquidation des biens de subsistance. Les niveaux de malnutrition aiguë sont élevés et supérieurs à la normale. |
| 4                        | Urgence humanitaire                                     | Au moins 20 % des ménages sont confrontés à des déficits extrêmes de consommation alimentaire, ce qui entraîne des niveaux très élevés de malnutrition aiguë et de surmortalité ; OU les ménages sont confrontés à une perte extrême de leurs moyens de subsistance qui entraînera probablement des déficits de consommation alimentaire.                                      |
| 5                        | Famine/Catastrophe humanitaire                          | Au moins 20 % des ménages sont confrontés à un manque total de nourriture et/ou d'autres besoins fondamentaux et la famine, la mort et le dénuement sont évidents ; la prévalence de la malnutrition aiguë dépasse 30 % et les taux de mortalité dépassent 2/10000/jour. |

### Source de la traduction
- (en) Cet article est partiellement ou en totalité issu de l’article de Wikipédia en anglais intitulé « Integrated Food Security Phase Classification » (voir la liste des auteurs).